# Didymodon glaucoviridis
Didymodon glaucoviridis är en bladmossart som beskrevs av Brotherus 1902. Didymodon glaucoviridis ingår i släktet lansmossor, och familjen Pottiaceae. Inga underarter finns listade i Catalogue of Life.